# 67. вечити дерби у фудбалу
67. вечити дерби у фудбалу је фудбалска утакмица одиграна у Београду 7. децембра 1980. године, између Црвене звезде и Партизана. Утакмица се завршила резултатом 3 : 1 (1 : 0) за Партизан.